# تیجکیل
تیجکیل  دهکده است در بخش خلدسک  خواهان  در شمال شرقی  ولایت بدخشان افغانستان   قرار دارد. این دهکده با ارتفاع ۲٫۰۰۰  از سطح دریا  میباشد.